# 瓜坡镇
瓜坡镇，是中华人民共和国陕西省渭南市华州区下辖的一个乡镇级行政单位。

## 行政区划
瓜坡镇下辖以下地区：
陕化社区、三留村、马泉村、三小村、湾惠村、过村、故城村、姚郝村、南沙村、良候村、瓜底村、张岩村、井沟村、沟岭村、井堡村、东赵村、北沙村、君朝村、闫岩村、孔村、田杨村、庙前村、李托村和黄家村。